# Jeux de la solidarité islamique de 2017
 (juillet 2018).
Navigation
Palembang 2013 Konya 2022
Les Jeux de la solidarité islamique 2017 sont la 4e édition des Jeux de la solidarité islamique, qui se déroulent du 12 au 22 mai 2017 à Bakou en Azerbaïdjan, avec la participation de 54 pays membres de la Fédération sportive de la solidarité islamique.

## Disciplines
21 disciplines sont au programme de ces Jeux :
- Athlétisme (détails)
- Basket-ball
- Boxe anglaise
- Football
- Gymnastique artistique
- Gymnastique rythmique
- Haltérophilie
- Handball
- Judo
- Karaté
- Lutte
- Natation
- Plongeon
- Taekwondo
- Tennis
- Tennis de table
- Tir sportif
- Volley-ball
- Water-polo
- Wushu
- Zurkhaneh

## Pays participants
Les 57 pays membres de la Fédération sportive de la solidarité islamique (ISSF) sont d'abord attendus pour participe à ces Jeux.
Les 54 nations participantes sont les suivantes :
- Afghanistan
- Albanie
- Algérie
- Arabie saoudite
- Azerbaïdjan
- Bahreïn
- Bangladesh
- Bénin
- Brunei
- Burkina Faso
- Cameroun
- Comores
- Côte d'Ivoire
- Djibouti
- Égypte
- Émirats arabes unis
- Gabon
- Gambie
- Guinée
- Guinée-Bissau
- Guyana
- Indonésie
- Iran
- Irak
- Jordanie
- Kazakhstan
- Kirghizistan
- Liban
- Malaisie
- Maldives
- Mali
- Mauritanie
- Maroc
- Mozambique
- Niger
- Nigeria
- Oman
- Ouganda
- Ouzbékistan
- Pakistan
- Palestine
- Qatar
- Sénégal
- Sierra Leone
- Somalie
- Suriname
- Syrie
- Tadjikistan
- Tchad
- Togo
- Tunisie
- Turquie
- Turkménistan
- Yémen

### Forfaits
Le Comité olympique du Koweït étant suspendu par le Comité international olympique, les athlètes koweïtiens devaient concourir sous le drapeau de l'ISSF. Finalement, la Libye, le Soudan, et les athlètes koweïtiens déclarent forfait un jour avant le début de la compétition.

## Mascottes
Les mascottes de cette édition sont les chevaux Karabagh, une race chevaline reconnue au patrimoine culturel de l'humanité.

## Tableau des médailles
- Pays organisateur

| Rang  | Nation              | Or  | Argent | Bronze | Total |
| ----- | ------------------- | --- | ------ | ------ | ----- |
| 1     | Azerbaïdjan         | 75  | 50     | 37     | 162   |
| 2     | Turquie             | 70  | 68     | 57     | 195   |
| 3     | Iran                | 39  | 26     | 33     | 98    |
| 4     | Ouzbékistan         | 15  | 17     | 31     | 63    |
| 5     | Bahreïn             | 12  | 5      | 4      | 21    |
| 6     | Algérie             | 7   | 12     | 21     | 40    |
| 7     | Maroc               | 7   | 5      | 15     | 27    |
| 8     | Indonésie           | 6   | 29     | 23     | 58    |
| 9     | Égypte              | 6   | 5      | 7      | 18    |
| 10    | Kirghizistan        | 4   | 5      | 8      | 17    |
| 11    | Arabie saoudite     | 4   | 1      | 6      | 11    |
| 12    | Jordanie            | 3   | 1      | 11     | 15    |
| 13    | Irak                | 2   | 7      | 5      | 14    |
| 14    | Kazakhstan          | 2   | 5      | 12     | 19    |
| 15    | Turkménistan        | 2   | 4      | 7      | 13    |
| 16    | Qatar               | 2   | 3      | 7      | 12    |
| 17    | Nigeria             | 2   | 3      | 1      | 6     |
| 18    | Syrie               | 2   | 2      | 6      | 10    |
| 19    | Tunisie             | 1   | 3      | 8      | 12    |
| 20    | Cameroun            | 1   | 2      | 6      | 9     |
| 21    | Bangladesh          | 1   | 1      | 1      | 3     |
| 21    | Sénégal             | 1   | 1      | 1      | 3     |
| 23    | Gambie              | 1   | 1      | 0      | 2     |
| 24    | Bénin               | 1   | 0      | 1      | 2     |
| 24    | Guinée-Bissau       | 1   | 0      | 1      | 2     |
| 24    | Mozambique          | 1   | 0      | 1      | 2     |
| 27    | Pakistan            | 0   | 3      | 9      | 12    |
| 28    | Oman                | 0   | 3      | 4      | 7     |
| 29    | Émirats arabes unis | 0   | 1      | 3      | 4     |
| 30    | Guyana              | 0   | 1      | 2      | 3     |
| 30    | Suriname            | 0   | 1      | 2      | 3     |
| 32    | Djibouti            | 0   | 1      | 1      | 2     |
| 33    | Mali                | 0   | 1      | 0      | 1     |
| 33    | Ouganda             | 0   | 1      | 0      | 1     |
| 35    | Afghanistan         | 0   | 0      | 6      | 6     |
| 36    | Côte d'Ivoire       | 0   | 0      | 4      | 4     |
| 36    | Tadjikistan         | 0   | 0      | 4      | 4     |
| 38    | Malaisie            | 0   | 0      | 2      | 2     |
| 38    | Yémen               | 0   | 0      | 2      | 2     |
| 40    | Liban               | 0   | 0      | 1      | 1     |
| Total | Total               | 268 | 268    | 350    | 886   |